# Carlo Perosi
Carlo Perosi (Tortona, 18 dicembre 1868 – Roma, 22 febbraio 1930) è stato un cardinale italiano.
Era fratello del famosissimo compositore di musica sacra e presbitero Lorenzo Perosi e di Marziano Perosi, anche lui musicista da chiesa e compositore.

## Biografia
Studiò al seminario di Tortona e dopo essere stato ordinato presbitero l'8 novembre 1891, proseguì la sua formazione alla Pontificia Università Gregoriana fino al 1894. Risiedette al Collegio Lombardo, dove ebbe per compagni i futuri cardinali Luigi Sincero e Mario Nasalli Rocca di Corneliano.
Tornato a Tortona ebbe numerosi incarichi: fu professore di filosofia e teologia in seminario, di cui fu anche vicerettore, fu esaminatore prosinodale e amministratore dell'ospedale. Papa Leone XIII lo nominò professore di storia ecclesiastica alla Pontificia Università Urbaniana, ma Carlo Perosi rifiutò per non allontanarsi dalla sua diocesi.
Nel 1904 papa Pio X che lo conosceva da quando era patriarca di Venezia, per via delle visite che Carlo faceva colà al fratello Lorenzo, maestro di cappella della basilica di San Marco, lo nominò consultore della Congregazione del Concilio e membro della Penitenzieria Apostolica. Nel 1907 fu nominato visitatore dei seminari della Sicilia e prelato domestico di Sua Santità. Il 20 ottobre 1908 fu nominato sostituto della Congregazione Concistoriale su proposta del cardinale Gaetano De Lai e mantenne quest'incarico fino al 1911, anno in cui il 7 dicembre divenne reggente della Penitenzieria Apostolica, raccomandato dal cardinale Serafino Vannutelli. Fu anche dal 1915 consultore e dal 1916 assessore della Suprema Congregazione del Sant'Uffizio.

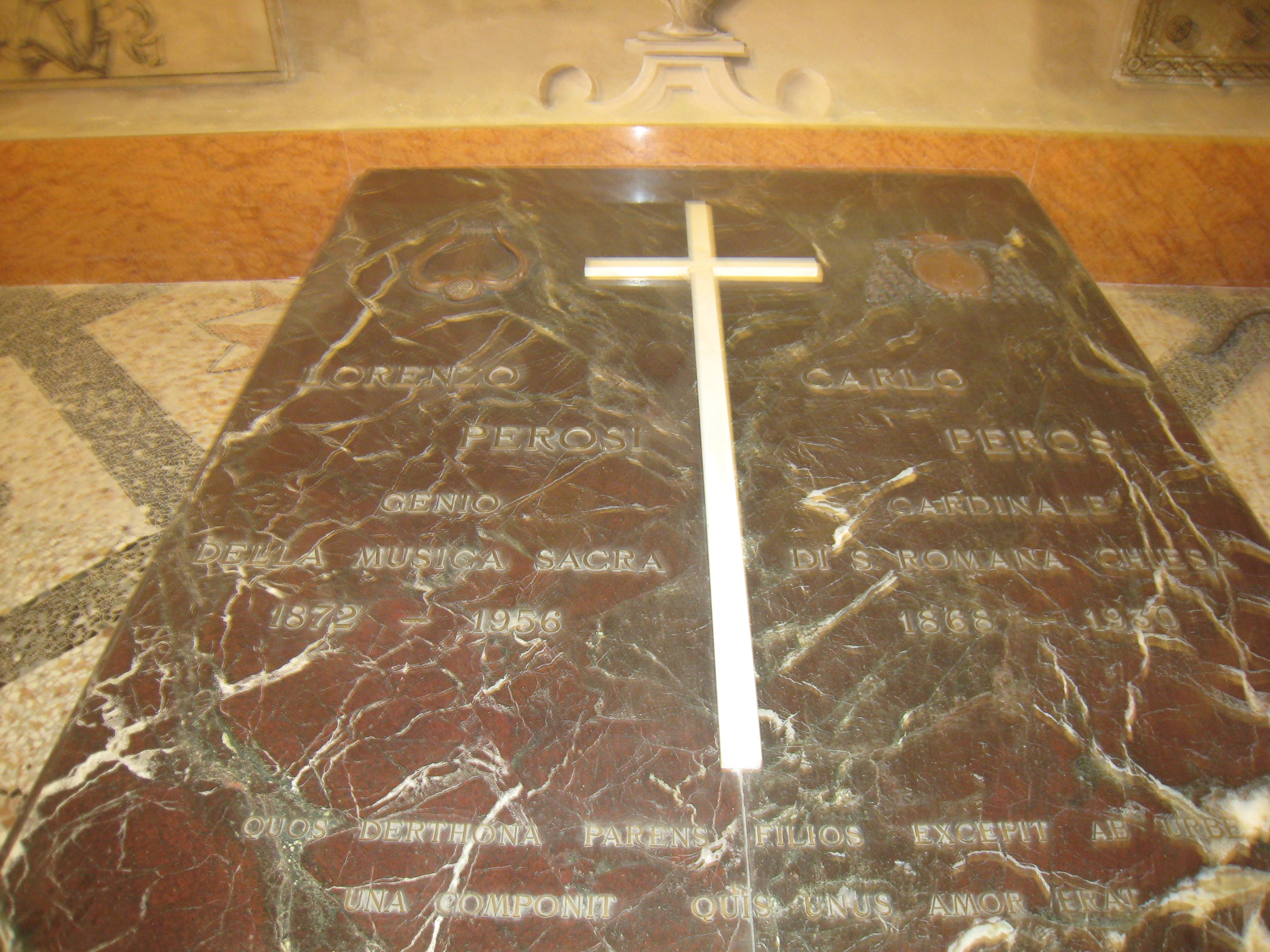
La tomba nel Duomo di Tortona a fianco di quella del fratello Lorenzo.

Papa Pio XI lo elevò al rango di cardinale nel concistoro del 21 giugno 1926 e il 24 giugno dello stesso anno ricevette la diaconia di Sant'Eustachio. Il 10 febbraio 1928 fu nominato pro-segretario della Congregazione Concistoriale, di cui divenne segretario il 1º novembre dello stesso anno.
Morì a Roma il 22 febbraio 1930 all'età di 61 anni. Fu sepolto inizialmente nel cimitero del Verano, ma nel 1959 le spoglie furono traslate nel Duomo di Tortona, dove giace accanto al fratello Lorenzo.